# Championnats du monde juniors de natation 2022
Navigation
2019 2023
Les Championnats du monde juniors de natation 2022 se déroulent à Lima du 30 août au 4 septembre 2022.
La compétition est ouverte aux filles âgées de 14 à 17 ans et aux garçons de 15 à 18 years old à la fin de l'année 2022.
Initialement programmée du 24 au 29 août 2021 la compétition à d'abord été décalée du 24 au 29 août 2022 en raison de la pandémie de COVID-19.
Prévue a Kazan en Russie, en avril 2022, la FINA annonce un changement de date et de lieu à la suite de l'invasion russe de l'Ukraine en février 2022. Ainsi l'organisation est confiée à Lima. Le même mois la FINA annonce la suspension des athlètes russes et biélorusses.

## Tableau des médailles
| Pos.  | Pays           | Or | Argent | Bronze | Total |
| ----- | -------------- | -- | ------ | ------ | ----- |
| 1     | Japon          | 7  | 8      | 4      | 19    |
| 2     | Hongrie        | 7  | 7      | 0      | 14    |
| 3     | Pologne        | 7  | 1      | 6      | 14    |
| 4     | Roumanie       | 4  | 2      | 2      | 8     |
| 4     | Turquie        | 4  | 2      | 2      | 8     |
| 6     | Espagne        | 3  | 1      | 2      | 6     |
| 7     | Portugal       | 3  | 0      | 0      | 4     |
| 8     | Italie         | 2  | 8      | 10     | 20    |
| 9     | Brésil         | 1  | 3      | 1      | 5     |
| 9     | Afrique du Sud | 1  | 3      | 1      | 5     |
| 11    | Autriche       | 1  | 1      | 1      | 3     |
| 11    | Croatie        | 1  | 1      | 1      | 3     |
| 11    | Serbie         | 1  | 1      | 1      | 3     |
| 14    | Tchéquie       | 0  | 2      | 2      | 4     |
| 15    | Chypre         | 0  | 1      | 1      | 2     |
| 15    | France         | 0  | 1      | 1      | 2     |
| 17    | Danemark       | 0  | 2      | 2      | 2     |
| 18    | Grèce          | 0  | 0      | 1      | 1     |
| 18    | Hong Kong      | 0  | 0      | 1      | 1     |
| 18    | Lituanie       | 0  | 0      | 1      | 1     |
| 18    | Slovaquie      | 0  | 0      | 1      | 1     |
| 18    | Corée du Sud   | 0  | 0      | 1      | 1     |
| Total | Total          | 42 | 42     | 42     | 126   |

## Résultats

### Hommes
| Épreuves             | Or | Or           | Argent | Argent   | Bronze | Bronze   |
| -------------------- | --- | ------------ | --- | -------- | --- | -------- |
| 50 m nage libre      | Diogo Ribeiro | 21.92        | Nikolas Antoniou                                                                                           | 22.51 NR | Jere Hribar | 22.55    |
| 100 m nage libre     | David Popovici | 47.13        | Jere Hribar                                                                                                | 49.37    | Nikolas Antoniou | 49.91    |
| 200 m nage libre     | David Popovici | 1:46.18 CR   | Dániel Mészáros                                                                                            | 1:48.98  | Filippo Bertoni | 1:49.05  |
| 400 m nage libre     | Stephan Steverink | 3:48.27      | Vlad Stancu                                                                                                | 3:48.38  | Krzysztof Chmielewski | 3:49.34  |
| 800 m nage libre     | Carlos Garach | 7:52.73      | Batuhan Filiz                                                                                              | 7:55.61  | Vlad Stancu | 7:56.14  |
| 1500 m nage libre    | Carlos Garach | 15:08.14     | László Gálicz                                                                                              | 15:12.71 | Vlad Stancu | 15:17.97 |
|                      | |              | |          | |          |
| 50 m dos             | Ksawery Masiuk | 24.44 CR, NR | Pieter Coetze                                                                                              | 24.61    | Miroslav Knedla | 25.18    |
| 100 m dos            | Ksawery Masiuk | 52.91 CR     | Pieter Coetze                                                                                              | 52.99    | Miroslav Knedla | 55.08    |
| 200 m dos            | Pieter Coetze | 1:56.05 CR   | Hidekazu Takehara                                                                                          | 1:58.22  | Ksawery Masiuk | 1:58.55  |
|                      | |              | |          | |          |
| 50 m brasse          | Uroš Živanović | 27.70        | Alex Sabattani                                                                                             | 28.21    | Luka Mladenovic | 28.32    |
| 100 m brasse         | Luka Mladenovic | 1:01.30      | Uroš Živanović                                                                                             | 1:01.64  | Filip Urbański | 1:02.80  |
| 200 m brasse         | Asahi Kawashima | 2:12.61      | Luka Mladenovic                                                                                            | 2:12.94  | Adam Mak | 2:13.90  |
|                      | |              | |          | |          |
| 50 m papillon        | Diogo Ribeiro | 22.96 WJ, NR | Daniel Gracík                                                                                              | 23.46 NR | Casper Puggaard | 23.96    |
| 100 m papillon       | Diogo Ribeiro | 52.03        | Daniel Gracík                                                                                              | 52.51    | Casper Puggaard | 52.94    |
| 200 m papillon       | Krzysztof Chmielewski | 1:55.78      | Michał Chmielewski                                                                                         | 1:57.69  | Ei Kamikawabata | 1:58.37  |
|                      | |              | |          | |          |
| 200 m quatre nages   | Sanberk Yiğit Oktar | 1:59.89 NR   | Tomoyuki Matsushita                                                                                        | 2:00.89  | Yuta Watanabe | 2:01.39  |
| 400 m quatre nages   | Riku Yamaguchi | 4:14.88      | Stephan Steverink                                                                                          | 4:17.68  | Vasileios Sofikitis | 4:19.60  |
|                      | |              | |          | |          |
| 4×100 m nage libre   | Roumanie David Popovici (47.07) CR Alexandru Constantinescu (51.17) Ștefan Cozma (51.10) Patrick Dinu (49.50)                                                                | 3:18.84      | France Benjamin Chateigner (50.41) Nans Mazellier (49.48) Cédric Gabali (50.26) Mattéo Robba (50.14)       | 3:20.29  | Lituanie Daniil Pancerevas (49.99) Kiril Stepanov (50.81) Tomas Lukminas (49.96) Rokas Jazdauskas (49.65)                          | 3:20.41  |
| 4×200 m nage libre   | Italie Alessandro Ragaini (1:49.05) Simone Spediacci (1:49.59) Massimo Chiaroni (1:49.90) Filippo Bertoni (1:48.54) Francesco Lazzari[a]                                     | 7:17.08      | Hongrie Zsombor Bujdosó (1:51.44) Benedek Bóna (1:48.74) Attila Kovács (1:49.36) Dániel Mészáros (1:48.01) | 7:17.55  | Pologne Ksawery Masiuk (1:48.93) Krzysztof Matuszewski (1:50.55) Adam Zdybel (1:50.34) Jakub Walter (1:50.11) Michał Pruszyński[a] | 7:19.93  |
| 4×100 m quatre nages | Pologne Ksawery Masiuk (53.46) Filip Urbański (1:02.40) Michał Chmielewski (53.87) Krzysztof Matuszewski (50.44) Filip Kosiński[a] Krzysztof Chmielewski[a] Szymon Misiak[a] | 3:40.17      | Afrique du Sud Pieter Coetze (53.66) Kian Keylock (1:04.00) Jarden Eaton (54.88) Luca Holtzhausen (50.41)  | 3:42.95  | France Simon Clusman (55.78) Nans Mazellier (1:04.17) Yohan Airaud (53.31) Mattéo Robba (50.42)                                    | 3:43.68  |

a  Les nageurs participants aux séries reçoivent également des médailles.

### Femmes
| Épreuves             | Or | Or         | Argent | Argent   | Bronze | Bronze   |
| -------------------- | --- | ---------- | --- | -------- | --- | -------- |
| 50 m nage libre      | Bianca Costea | 25.35      | Sara Curtis | 25.53    | Matilde Biagiotti | 25.60    |
| 100 m nage libre     | Nikolett Pádár                                                                                                   | 55.11      | Matilde Biagiotti | 55.56    | Marina Cacciapuoti | 55.92    |
| 200 m nage libre     | Nikolett Pádár                                                                                                   | 1:58.19    | Lilla Minna Ábrahám | 1:58.23  | Giulia Vetrano | 1:59.54  |
| 400 m nage libre     | Merve Tuncel | 4:10.29    | Ruka Takezawa | 4:11.83  | Giulia Vetrano | 4:11.86  |
| 800 m nage libre     | Merve Tuncel | 8:30.00    | Ruka Takezawa | 8:36.80  | Carla Carrón | 8:42.88  |
| 1500 m nage libre    | Merve Tuncel | 16:15.95   | Ruka Takezawa | 16:24.61 | Niko Aoki | 16:30.74 |
|                      | |            | |          | |          |
| 50 m dos             | Lora Komoróczy                                                                                                   | 28.51      | Aimi Nagaoka | 28.70    | Sara Curtis | 28.93    |
| 100 m dos            | Dóra Molnár | 1:01.44    | Aimi Nagaoka | 1:01.45  | Chiaki Yamamoto | 1:02.10  |
| 200 m dos            | Yuzuki Mizuno | 2:09.79    | Dóra Molnár | 2:09.80  | Laura Bernat | 2:11.09  |
|                      | |            | |          | |          |
| 50 m brasse          | Karolina Piechowicz                                                                                              | 31.55      | María Ramos | 31.68    | Irene Mati | 31.96    |
| 100 m brasse         | Karolina Piechowicz                                                                                              | 1:08.73    | Irene Mati | 1:08.94  | Martina Bukvić | 1:09.27  |
| 200 m brasse         | Emma Carrasco | 2:26.93    | Yumeno Kusuda | 2:29.62  | Defne Coşkun | 2:29.85  |
|                      | |            | |          | |          |
| 50 m papillon        | Jana Pavalić | 26.38 NR   | Beatriz Bezerra | 26.67    | Lillian Slušná | 27.04    |
| 100 m papillon       | Mizuki Hirai | 59.53      | Beatriz Bezerra | 59.69    | Yang Ha-jung | 1:00.10  |
| 200 m butterfly      | Anna Porcari | 2:12.00    | Mehlika Kuzeh Yalçın | 2:13.23  | Paola Borrelli | 2:13.36  |
|                      | |            | |          | |          |
| 200 m quatre nages   | Mio Narita | 2:11.68    | Lilla Minna Ábrahám | 2:13.45  | Emma Carrasco | 2:13.74  |
| 400 m quatre nages   | Mio Narita | 4:37.78 CR | Lilla Minna Ábrahám | 4:44.19  | Giulia Vetrano | 4:44.29  |
|                      | |            | |          | |          |
| 4×100 m nage libre   | Hongrie Lilla Minna Ábrahám (55.59) Nikolett Pádár (54.90) Lili Gyurinovics (56.39) Dóra Molnár (55.06)          | 3:41.94    | Italie Veronica Quaggio (57.08) Marina Cacciapuoti (55.55) Giulia Vetrano (55.92) Matilde Biagiotti (55.23) Irene Mati[b]                | 3:43.78  | Brésil Celine Bispo (57.43) Beatriz Bezerra (56.84) Sophia Coleta (58.35) Rafaela Sumida (57.51) Joice Rocha[b]                    | 3:50.13  |
| 4×200 m nage libre   | Hongrie Nikolett Pádár (1:58.37) Dóra Molnár (2:02.40) Lili Gyurinovics (2:01.51) Lilla Minna Ábrahám (2:02.42)  | 8:04.70    | Italie Matilde Biagiotti (2:00.24) Giulia Vetrano (2:01.59) Veronica Quaggio (2:04.61) Anna Porcari (2:02.15)                            | 8:08.59  | Turquie Merve Tuncel (2:01.98) Mehlika Kuzeh Yalçın (2:05.52) Defne Tanığ (2:07.19) Belis Şakar (2:06.06) Sevim Eylül Süpürgeci[b] | 8:20.75  |
| 4×100 m quatre nages | Japon Yuzuki Mizuno (1:01.24) Yumeno Kusuda (1:09.88) Mizuki Hirai (59.15) Mio Narita (56.17) Chiaki Yamamoto[b] | 4:06.44    | Italie Sara Curtis (1:03.14) Irene Mati (1:08.74) Paola Borrelli (59.78) Matilde Biagiotti (55.25) Anna Porcari[b] Marina Cacciapuoti[b] | 4:06.91  | Pologne Laura Bernat (1:02.08) Karolina Piechowicz (1:09.19) Paulina Cierpiałowska (1:00.22) Julia Kulik (56.73)                   | 4:08.22  |

b  Les nageuses participants aux séries reçoivent également des médailles.

### Mixte
| Épreuves             | Or | Or      | Argent | Argent  | Bronze | Bronze  |
| -------------------- | --- | ------- | --- | ------- | --- | ------- |
| 4×100 m nage libre   | Hongrie Dániel Mészáros (50.79) Benedek Bóna (49.46) Nikolett Pádár (54.41) Dóra Molnár (55.37) Boldizsár Magda[c] Lili Gyurinovics[c] Lilla Minna Ábrahám[c]                                   | 3:30.03 | Roumanie David Popovici (47.23) Patrick Dinu (50.17) Bianca Costea (56.87) Rebecca Diaconescu (56.12)                                                      | 3:30.39 | Italie Francesco Lazzari (50.53) Elia Codardini (50.80) Marina Cacciapuoti (56.21) Matilde Biagiotti (55.00) Massimo Chiarioni[c] Veronica Quaggio[c] Anna Pocari[c] | 3:32.54 |
| 4×100 m quatre nages | Pologne Ksawery Masiuk (53.52) Karolina Piechowicz (1:08.95) Krzysztof Chmielewski (53.31) Paulina Cierpiałowska (56.22) Laura Bernat[c] Filip Urbański[c] Michał Chmielewski[c] Julia Kulik[c] | 3:52.00 | Italie Sara Curtis (1:03.19) Irene Mati (1:08.79) Elia Codardini (54.07) Francesco Lazzari (49.53) Alex Sabattani[c] Paolo Borrelli[c] Veronica Quaggio[c] | 3:55.58 | Afrique du Sud Pieter Coetze (53.31) Kian Keylock (1:04.31) Jessica Thompson (1:02.73) Jessica Carmody (58.23) Hannah Mouton[c]                                      | 3:58.58 |

c  les nageurs participants aux séries reçoivent également une médaille.

## Pays participants[6]
1. Angola (5)
2. Antigua-et-Barbuda (5)
3. Argentine (8)
4. Aruba (5)
5. Autriche (2)
6. Bahamas (6)
7. Barbade (3)
8. Bolivie (11)
9. Brésil (20)
10. Chili (5)
11. Taipei chinois (8)
12. Colombie (6)
13. Costa Rica (6)
14. Croatie (2)
15. Curaçao (3)
16. Chypre (1)
17. Tchéquie (6)
18. Danemark (1)
19. République dominicaine (12)
20. Équateur (7)
21. Salvador (11)
22. États fédérés de Micronésie (1)
23. France (7)
24. Ghana (7)
25. Grèce (2)
26. Grenade (3)
27. Guatemala (4)
28. Guyana (3)
29. Haïti (1)
30. Hong Kong (7)
31. Honduras (13)
32. Hongrie (15)
33. Inde (6)
34. Italie (16)
35. Jamaïque (7)
36. Japon (17)
37. Jordanie (3)
38. Kenya (2)
39. Lettonie (2)
40. Liban (1)
41. Lituanie (6)
42. Madagascar (1)
43. Malawi (1)
44. Malaisie (2)
45. Maldives (3)
46. Mexique (8)
47. Mongolie (4)
48. Maroc (4)
49. Mozambique (2)
50. Namibie (3)
51. Népal (3)
52. Nigeria (5)
53. Îles Mariannes du Nord (2)
54. Pakistan (8)
55. Palaos (4)
56. Paraguay (12)
57. Pérou (20)
58. Philippines (8)
59. Pologne (15)
60. Portugal (1)
61. Porto Rico (4)
62. Roumanie (9)
63. Sainte-Lucie (4)
64. Saint-Vincent-et-les-Grenadines (1)
65. Serbie (5)
66. Seychelles (4)
67. Sierra Leone (1)
68. Slovaquie (8)
69. Afrique du Sud (26)
70. Corée du Sud (12)
71. Espagne (9)
72. Sri Lanka (1)
73. Soudan (3)
74. Suriname (4)
75. Membres fédérations suspendues (2)
76. Tanzanie (7)
77. Togo (3)
78. Trinité-et-Tobago (1)
79. Tunisie (1)
80. Turquie (15)
81. Îles Turques-et-Caïques (3)
82. Ouganda (4)
83. Îles Vierges des États-Unis (5)
84. Uruguay (10)
85. Venezuela (2)
86. Zambie (2)
87. Zimbabwe (1)